# Peter Meisinger

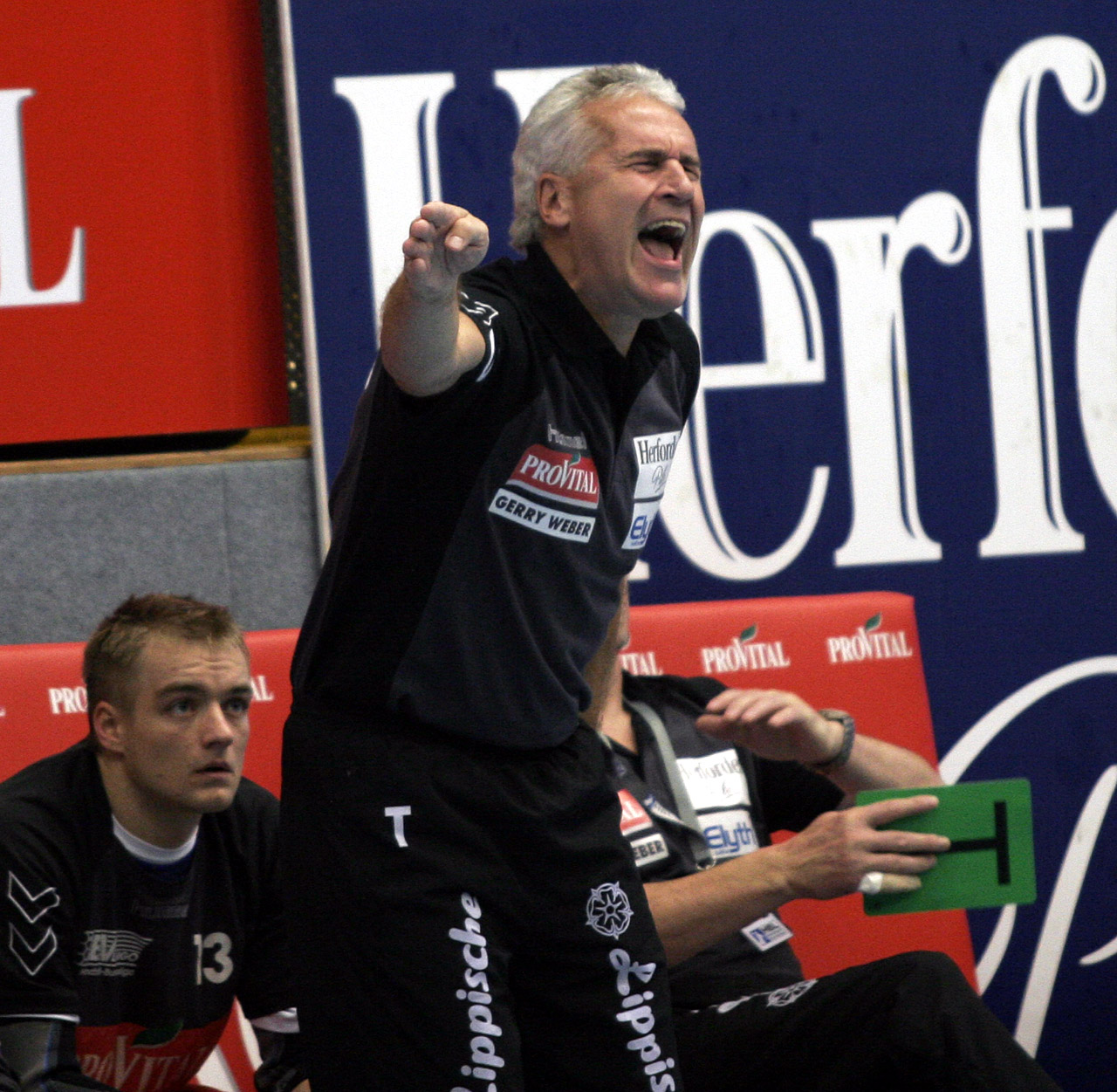
Peter Meisinger während eines Bundesligaspiels seiner Mannschaft

Peter Meisinger (* 16. Dezember 1954 in Darmstadt) ist ein ehemaliger deutscher Handballspieler und -trainer.
Er begann seine Handballlaufbahn bei der Jugend des TSV Kirchbrombach. Dort wurde er 1973 mit der A-Jugend deutscher Vizemeister mit dem Trainer Karl-Heinz Bergsträßer.
Dann spielte er in der deutschen Handball-Bundesliga beim TV Großwallstadt. Für die deutsche Handballnationalmannschaft bestritt er 65 Länderspiele, in denen er 111 Tore erzielte. Erstmals wurde er im Mai 1978 vom damaligen Bundestrainer Vlado Stenzel zur Nationalmannschaft eingeladen. In seiner aktiven Laufbahn erzielte Meisinger für den TV Großwallstadt 896 Tore. Wegen Hüftproblemen musste er 1984 seine Karriere beenden.
Nach seiner aktiven Karriere wurde Meisinger Trainer beim TV Großwallstadt. Dabei führte er den TV Großwallstadt 1990 zu seiner bisher letzten nationalen Meisterschaft. Ein Jahr zuvor wurde der TVG unter Meisinger DHB-Pokalsieger gegen den VfL Gummersbach. Bisher letzter Höhepunkt in der Trainerlaufbahn Meisingers war im Jahr 2000 der Europapokalsieg gegen den spanischen Club CBM de Valladolid. Nachdem Meisinger 2005 nach acht Jahren im Amt des Übungsleiters zurückgetreten war, übernahm er beim TVG die Funktion des Sportlichen Leiters. Sein Nachfolger wurde Michael Roth.
Vom 1. Juli 2007 bis zum 30. Oktober 2007 war Meisinger Trainer beim TBV Lemgo. Meisinger erhielt einen Drei-Jahres-Vertrag, der jedoch nach nur vier Monaten einvernehmlich aufgelöst wurde.
Seit dem 12. Januar 2013 ist Meisinger Sportdirektor beim TV Großwallstadt.
Meisinger ist von Beruf Reisebürokaufmann und betreibt in Obernburg und in Erlenbach zwei Reisebüros.

## Erfolge als Spieler
- Deutscher Meister 1978, 1979, 1980, 1981 und 1984
- DHB-Pokalsieger 1980 und 1984
- Europapokal der Landesmeister 1979 und 1980
- IHF-Pokalsieger 1984

## Erfolge als Trainer
- DHB-Pokalsieg 1989
- Deutscher Meister 1990
- City-Cup-Sieger 2000